# Copelatus propinquus
Copelatus propinquus är en skalbaggsart som beskrevs av Régimbart 1895. Copelatus propinquus ingår i släktet Copelatus och familjen dykare. Inga underarter finns listade i Catalogue of Life.